# Sounds from Boston Waltzes
Sounds from Boston ist ein Walzer der Johann Strauss Sohn zugeschrieben wird. Datum und Ort der Uraufführung sind unbekannt.